# PF4
PF4 (англ. Platelet factor 4) – білок, який кодується однойменним геном, розташованим у людей на короткому плечі 4-ї хромосоми. Довжина поліпептидного ланцюга білка становить 101 амінокислот, а молекулярна маса — 10 845.
| 10         |  | 20         |  | 30         |  | 40         |  | 50         |
| ---------- |  | ---------- |  | ---------- |  | ---------- |  | ---------- |
| MSSAAGFCAS |  | RPGLLFLGLL |  | LLPLVVAFAS |  | AEAEEDGDLQ |  | CLCVKTTSQV |
| RPRHITSLEV |  | IKAGPHCPTA |  | QLIATLKNGR |  | KICLDLQAPL |  | YKKIIKKLLE |
| S          |  |            |  |            |  |            |  |            |

A: Аланін

C: Цистеїн

D: Аспарагінова кислота

E: Глутамінова кислота

F: Фенілаланін

G: Гліцин

H: Гістидин

I: Ізолейцин

K: Лізин

L: Лейцин

M: Метіонін

N: Аспарагін

P: Пролін

Q: Глутамін

R: Аргінін

S: Серин

T: Треонін

V: Валін

Кодований геном білок за функціями належить до цитокінів, фосфопротеїнів. 
Задіяний у такому біологічному процесі як хемотаксис. 
Білок має сайт для зв'язування з молекулою гепарину. 
Секретований назовні.